# Плотников, Валерий Фёдорович
Вале́рий Фёдорович Пло́тников (род. 20 октября 1943) — советский и российский фотограф.

## Биография
Родился 20 октября 1943 года в эвакуации, в Барнауле. С осени 1945 года живёт в Санкт-Петербурге.
Учился в 222-й средней школе (Петришуле). Окончил художественную школу при Академии художеств (учился вместе с Олегом Григорьевым, Михаилом Шемякиным), художественный институт. В 1969 году окончил ВГИК.
В 2011 году о жизни Валерия Плотникова был снят документальный фильм «Фотограф» (реж. Надежда Абрамова). Фильм завоевал приз «Лучший фильм-портрет» на IV Международном теле-кинофестивале «Профессия-журналист», прошедшем 30 октября 2012 года в Москве.

### Семья
- Жена — Ирина Собинова-Кассиль,
- Вторая жена — Светлана Ярошевич.
- Дети — Ксения и Степан.
- Внуки — Филипп, Марк

## Творчество
После окончания ВГИКа занялся профессиональной фотографией, специализируясь на портретной съёмке. Среди работ Валерия Плотникова — широко известные серии фотографий Владимира Высоцкого, Лили Брик и Сергея Параджанова, Аллы Пугачёвой, Юрия Богатырёва, Анастасии Вертинской, Бориса Эйфмана и многие другие. Известен под псевдонимом Валерий Петербургский.
В фильме Анатолия Эфроса «В четверг и больше никогда» (1977) по повести Андрея Битова «Заповедник» снялся в роли фотографа.
Первая персональная выставка Плотникова состоялась в ленинградском Доме кино в 1976 году.

## Награды
- Международная премия «Балтийская звезда» (2020)[1].